# Kanton Puymirol
Kanton Puymirol (francouzsky Canton de Puymirol) je francouzský kanton v departementu Lot-et-Garonne v regionu Akvitánie. Tvoří ho 10 obcí.

## Obce kantonu
- Castelculier
- Clermont-Soubiran
- Grayssas
- Lafox
- Puymirol
- Saint-Caprais-de-Lerm
- Saint-Jean-de-Thurac
- Saint-Pierre-de-Clairac
- Saint-Romain-le-Noble
- Saint-Urcisse